# Wilhelm Friedrich Eberhard Bernhard von Degenfeld
Wilhelm Friedrich Eberhard Bernhard von Degenfeld (* 16. Januar 1778 in Ehrstädt; † 31. März 1855 in Bruchsal) war badischer Generalmajor der Kavallerie. Er wurde zum Ehrenbürger von Bruchsal ernannt. 

## Leben
Er war ein Sohn des Christoph Ferdinand III. Friedrich von Degenfeld (1739–1812) und der Dorothea Regina Eleonore von Stain zum Rechtenstein (1744–1799).
Er war im Alter von 14 Jahren Page am großherzoglichen Hof in Karlsruhe und trat im Alter von 16 Jahren als Leutnant in das Füsilier-Regiment in Durlach ein. 1800 war er Sekunde-Leutnant im leichten Dragoner-Regiment, 1804 Premier-Leutnant im Garde du Corps. 1807 war er Stabsrittmeister und Kammerherr, 1810 Major im Freystedt'schen Dragoner-Regiment. 1813 war er Obrist-Leutnant, 1814 Oberst. 1816 erhielt er das Kommando über das Dragoner-Regiment von Geusau. 1830 wurde er als Generalmajor der Kavallerie in den Ruhestand entlassen. Die Stadt Bruchsal ernannte ihn zum Ehrenbürger.
Er wurde in der Schlosskirche von Neuhaus begraben.

## Auszeichnungen
- Ritter des Kaiser-Friedrich-Verdienstordens (?)
- Ritter des preußischen St.-Annen-Ordens (?)
- Ritter der französischen Ehrenlegion

## Familie
Er heiratete Carolina Friderica von Maler (1783–1830). Der Ehe entstammte der Sohn Eugen (1812–1831). Die Ehe wurde jedoch bald wieder geschieden und Carolina heiratete in zweiter Ehe den badischen Kammerherrn Karl Friedrich von Kniestedt. Sein Sohn Eugen hat sich im Alter von 19 Jahren in Bruchsal erschossen.